# Luftkastellet der blev sprængt (film)
Luftkastellet der blev sprængt er en svensk drama thriller film fra 2009, som er instrueret af Daniel Alfredson . Den er baseret på en roman af samme navn af den afdøde svenske forfatter og journalist Stieg Larsson, den tredje og sidste bog i hans Millenium-serie. Filmen var også den sidste film af skuespiller Per Oscarsson, der døde i en husbrand den 31. december 2010.

## Rolleliste
- Noomi Rapace som Lisbeth Salander
  - Tehilla Blad som en ung Lisbeth Salander
- Michael Nyqvist som Mikael Blomkvist
- Lena Endre som Erika Berger, redaktør af Millennium
- Annika Hallin som Annika Giannini, advokat og Mikael Blomkvists søster
- Sofia Ledarp som Malin Eriksson
- Jacob Ericksson som Christer Malm, fotograf af Millennium
- Georgi Staykov som Alexander Zalachenko ("Zala")
- Aksel Morisse som Dr. Jonasson
- Niklas Hjulström som anklager Ekström
- Micke Spreitz som Ronald Niedermann
- Anders Ahlbom som Dr. Peter Teleborian
- Hans Alfredson som Evert Gullberg, tidligere chef for "Afdelingen"
- Lennart Hjulström som Fredrik Clinton, tidligere chef for "Afdelingen" efter Gullberg
- Carl-Åke Eriksson som Bertil Janeryd
- Per Oscarsson som Holger Palmgren
- Michalis Koutsogiannakis som Dragan
- Mirja Turestedt som Monica Figuerola
- Johan Kylén som politiinspektør Jan Bublanski

## Eksterne Henvisninger
- Luftkastellet der blev sprængt på Internet Movie Database (engelsk)
- Luftkastellet der blev sprængt på Filmdatabasen
- Luftkastellet der blev sprængt på Scope
- Luftkastellet der blev sprængt i Svensk Filmdatabas (svensk)
- Luftkastellet der blev sprængt på AlloCiné (fransk)
- Luftkastellet der blev sprængt på MovieMeter (nederlandsk)
- Luftkastellet der blev sprængt på AllMovie (engelsk)
- Luftkastellet der blev sprængt hos British Film Institute (engelsk)
- Luftkastellet der blev sprængt på The Movie Database (engelsk)
- Luftkastellet der blev sprængt på Rotten Tomatoes (engelsk)